# Lisa Castel
Lisa Castel (Quela, provincia de Malanje, 1955) es una escritora, poetisa y periodista angoleña.
Según Luís Kandjimbo, pertenece a un grupo de escritoras contemporáneas en Angola como Ana Paula Tavares, Amélia da Lomba y Ana de Santana, a quienes llama la «Generación de la Incertidumbres» (Geração das Incertezas), escritoras que típicamente muestran angustia y melancolía en sus obras, expresando decepción con las condiciones políticas y sociales en el país.
Castel ha trabajado para el Jornal de Angola y la revista Archote. Es la autora de la colección de poesía Mukanda, publicada en 1988, siendo incluida dentro de un reducido grupo de mujeres escritoras que han realizado aportes significativos en su campo tras el fin de la guerra civil en Angola.

## Obras
- Mukanda, uanda, Angola : União dos Escritores Angolanos, 1988. OCLC 29273201